# Bisbat de Saitama
El bisbat de Saitama (japonès: Arquidiócesis de Bogotá, llatí: Dioecesis Saitamaensis) és una seu de l'Església Catòlica al Japó, sufragània de l'arquebisbat de Tòquio. El 2014 tenia 120.873 batejats sobre una població de 14.126.640 habitants. Actualment està vacant.

## Territori
La diòcesi comprèn part de Saitama, Gunma, Ibaraki i Tochigi; a la regió de Kantō, a l'illa de Honshū.
La seu episcopal és la ciutat de Saitama, on es troba la catedral de Santa Teresina de l'Infant Jesús.
El territori s'estén sobre 22.604  km², i està dividit en 53 parròquies.

## Història
La prefectura apostòlica d'Urawa va ser erigida el 4 de gener de 1939 amb la butlla Quo uberiores del Papa Pius XI, prenent el territori del bisbat de Yokohama.
El 16 de desembre de 1957 la prefectura apostòlica va ser elevada al rang de diòcesi amb la butlla Qui superna Dei del Papa Pius XII
El 31 de març de 2003 assumí el seu nom actual.

## Cronologia episcopal
- Ambrogio Leblanc, O.F.M. † (1939 - 1940 renuncià)
- Paul Sakuzo Uchino † (13 de desembre de 1945 - 1957 renuncià)
- Laurentius Satoshi Nagae † (24 de desembre de 1957 - 20 de desembre de 1979 renuncià)
- Francis Xavier Kaname Shimamoto, Ist. del Prado † (20 de desembre de 1979 - 8 de febrer de 1990 nomenat arquebisbe de Nagasaki)
- Peter Takeo Okada (15 d'abril de 1991 - 17 de febrer de 2000 nomenat arquebisbe de Tōkyō)
- Marcellino Taiji Tani (10 de maig de 2000 - 27 de juliol de 2013 renuncià)
  - Peter Takeo Okada, des del 27 de juliol de 2013 (administrador apostòlic)

## Estadístiques
A finals del 2014, la diòcesi tenia 120.873 batejats sobre una població de 14.126.640 persones, equivalent al 0,9% del total.
| any  | població | població   | població | sacerdots | sacerdots       | sacerdots       | sacerdots             | diaques | religiosos | religiosos | parròquies |
| ---- | -------- | ---------- | -------- | --------- | --------------- | --------------- | --------------------- | ------- | ---------- | ---------- | ---------- |
| any  | batejats | total      | %        | total     | clergat secular | clergat regular | batejats por sacerdot | diaques | homes      | dones      |            |
| 1950 | 2.807    | 7.221.286  | 0,0      | 17        | 1               | 16              | 165                   |         | 12         | 5          | 12         |
| 1970 | 10.632   | 8.983.110  | 0,1      | 75        | 9               | 66              | 141                   |         | 76         | 147        | 44         |
| 1980 | 12.981   | 11.429.000 | 0,1      | 77        | 13              | 64              | 168                   |         | 79         | 165        | 46         |
| 1990 | 16.761   | 13.048.924 | 0,1      | 68        | 16              | 52              | 246                   |         | 63         | 186        | 59         |
| 1999 | 78.994   | 13.928.489 | 0,6      | 59        | 15              | 44              | 1.338                 | 2       | 53         | 168        | 60         |
| 2000 | 79.129   | 13.974.550 | 0,6      | 61        | 15              | 46              | 1.297                 | 2       | 56         | 176        | 60         |
| 2001 | 87.208   | 14.037.331 | 0,6      | 61        | 13              | 48              | 1.429                 | 1       | 58         | 172        | 60         |
| 2002 | 87.312   | 13.965.767 | 0,6      | 66        | 15              | 51              | 1.322                 | 1       | 59         | 185        | 60         |
| 2003 | 89.913   | 14.045.552 | 0,6      | 68        | 16              | 52              | 1.322                 | 2       | 60         | 176        | 59         |
| 2004 | 90.463   | 14.179.715 | 0,6      | 60        | 17              | 43              | 1.507                 | 3       | 50         | 191        | 57         |
| 2010 | 100.477  | 14.139.486 | 0,7      | 55        | 18              | 37              | 1.826                 | 5       | 41         | 168        | 59         |
| 2014 | 120.873  | 14.126.640 | 0,9      | 58        | 24              | 34              | 2.084                 | 7       | 37         | 279        | 53         |